# 安保由夫
安保 由夫（あんぼ よしお、1948年2月13日 - 2015年9月20日）は、日本の俳優、作曲家。エビス大黒舎に所属していた。群馬県出身。身長169cm、体重56kg。

## 来歴
1971年〜1981年、劇団状況劇場に在籍、劇中歌作曲・舞台出演を手掛ける。
1985年より、新宿梁山泊・劇団300・劇団第七病棟・劇団唐組等の作曲で活躍。

2015年9月20日、心不全により逝去。

## 出演

### 映画
- 赤い服の女（湯浅弘章監督） - 使用人 役
- ノラ（大庭功睦監督） - 馬場警官 役
- 秘孔（ヤング・ポール監督） - くにお 役
- ギフト（斎藤淳監督） - 工房の講師 役
- 緑川の底（吉井和之監督） - 塚本 役
- 世界で一番美しい夜（天願大介監督） - 内閣総理大臣 役
- 暗いところで待ち合わせ（天願大介監督） - 主人公の叔父 役
- AIKI（天願大介監督）[9] -  - 市の職員 役
- アジアンビートアイラブニッポン（天願大介監督） - 料理屋主人 役
- ZIPANG（林海象監督） - 賞金稼ぎ 役
- 月の人（林海象監督） - ピエロ役
- 私立探偵 濱マイク「我が人生最悪の時 THE MOST TERRIBLE TIME IN MY LIFE」（林海象監督） - 雀荘主人 役
- 私立探偵 濱マイク「遥かな時代の階段を The Stairway to the Distant Past」（林海象監督） - 雀荘主人 役
- 無頼平野（石井輝男監督） - 流しのギター弾き 役

### テレビ
- beポンキッキーズ　ロンゴマックス - フジの声・ナレーション[10]
- 追跡 汚れた天使　関西テレビ - ゲイボーイ 役
- 上を向いて歩こう　テレビ朝日 - 劇団員 役
- リョーコ!!　WOWOW - アパート管理人 役
- 私が子供だった頃(唐十郎編)　NHK - 楽師 役

### CM
- キユーピー　たらこ・たらこ音楽隊 - ナレーション

### 作曲
- 北風ぴゅうぴゅう/日吉ミミ　ピップエレキバンCM曲
- 映像都市〜チネチッタ〜　(劇団新宿梁山泊)
- ジャップドール　(劇団新宿梁山泊)
- 愛しのナディア　(劇団新宿梁山泊)
- オルゴールの墓　(劇団七病棟 唐十郎作)

### その他
- 日本統一8（2015年） - 糸中建設社長 糸中
- ビデオ「天願大介の12章/まぼろしのブルース」（天願大介監督） - 刑事 役
- ビデオ「疵1」（梶間俊一監督） - ヤクザ鉄砲玉 役
- ビデオ「ショートストーリー原史奈」（天願大介監督） - 首切り役人 役